# Distrito de Hasselt
El distrito de Hasselt (en francés: Arrondissement de Hasselt; en neerlandés: Arrondissement Hasselt) es uno de los tres distritos administrativos de la Provincia de Limburgo (Bélgica). 
Posee la doble condición de distrito administrativo y judicial. El distrito judicial de Hasselt comprende también los municipios de Lommel, Hamont-Achel, Neerpelt, Overpelt, Hechtel-Eksel, Peer y Houthalen-Helchteren, que forman parte del distrito de Maaseik.

## Lista de municipios
- As
- Beringen
- Diepenbeek
- Genk
- Gingelom
- Halen
- Ham
- Hasselt
- Herk-de-Stad
- Heusden-Zolder
- Leopoldsburg
- Lummen
- Nieuwerkerken
- Opglabbeek
- Sint-Truiden
- Tessenderlo
- Zonhoven
- Zutendaal

- Datos: Q93515